# Live from the Atlantic Studios
Live From the Atlantic Studios je živé album AC/DC vydané v rámci čtyř-alba Bonfire. Album bylo nahráno živě v Atlantic Recording Studios v New Yorku, 7. prosince 1977 a všechny skladby remixoval George Young. Je to oficiální promo ze studií Atlantic Records. V roce 1978 bylo vydáno na LP, a později v roce 1986 na CD. Tento koncert byl první ze sérií promo-koncertů pro Atlantic Records. CD verze byla oficiálně vydána v roce 1997 jako část čtyř-alba Bonfire.

## Obsah alba
První strana
1. "Live Wire" – 6:20
2. "Problem Child" – 4:44
3. "High Voltage" – 6:01
4. "Hell Ain't a Bad Place to Be" – 4:18
5. "Dog Eat Dog" – 4:46

Druhá strana
1. "The Jack" – 8:41
2. "Whole Lotta Rosie" – 5:15
3. "Rocker" – 5:33

- Všechny písničky složeny triem Malcolm Young, Angus Young a Bon Scott.